# Le Crime de Monsieur Lange
Le Crime de Monsieur Lange is een Franse dramafilm uit 1936 onder regie van Jean Renoir.

## Verhaal
Amédée Lange werkt voor een uitgeverij en droomt ervan auteur te worden van westernverhalen. Wanneer zijn chef Batala zijn eigen dood veinst en de arbeiders van het bedrijf beslissen een coöperatie te vormen, krijgt hij zijn kans. Lange boekt succes met zijn verhalen en hij wordt tegelijk ook verliefd op Valentine Cardès. Als Batala terug boven water komt, doodt Lange hem. Lange en Valentine willen het land ontvluchten. Ze stoppen bij een café aan de Belgische grens. Daar wordt hij herkend door de klanten, die ermee dreigen hem uit te leveren aan de autoriteiten. Nadat Valentine hun heeft uitgelegd hoe de vork aan de steel zit, hebben ze sympathie voor Lange en helpen hem de grens over te steken.

## Rolverdeling
| Acteur           | Personage              |
| ---------------- | ---------------------- |
| René Lefèvre     | Amédée Lange           |
| Florelle         | Valentine Cardès       |
| Jules Berry      | Paul Batala            |
| Marcel Lévesque  | Conciërge              |
| Odette Talazac   | Vrouw van de conciërge |
| Sylvia Bataille  | Edith                  |
| Nadia Sibirskaïa | Estelle                |